# Oude Synagoge (Krakau)
De Oude Synagoge is een voormalige orthodox-joodse synagoge aan de ulica Szeroka in de  wijk Kazimierz van de Poolse srad Krakau Het is de oudste nog bestaande synagoge van Polen. Tot 1939 was het een van de belangrijkste synagogen van Krakau en een belangrijk religieus en sociaal centrum voor de joodse gemeenschap van de stad. 

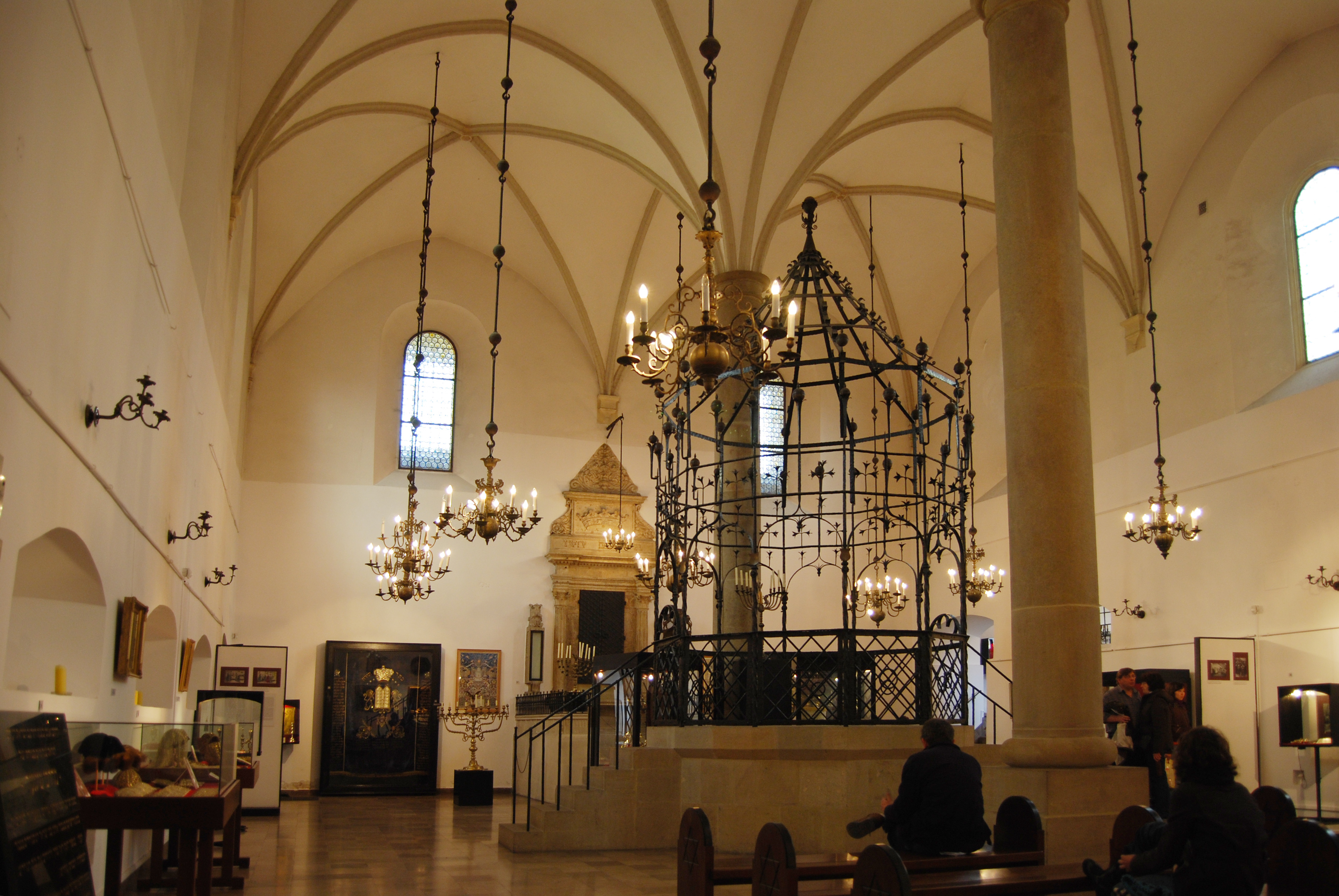
Interieur

Verschillende bronnen noemen 1407 en 1492 als datum van bouw. In 1570 werd de synagoge verbouwd, uitgebreid en versterkt. In 1794 hield generaal Tadeusz Kościuszko een toespraak bij de synagoge om de steun van de joodse gemeenschap te krijgen voor zijn strijd voor Poolse onafhankelijkheid. 
In de Tweede Wereldoorlog werd de synagoge geruïneerd. De joodse relikwieën en kunstwerken waren door de Duitsers geplunderd. In 1943 werden 30 Poolse gijzelaars geëxecuteerd bij de muur van het Godshuis. De Oude Synagoge werd tussen 1956 en 1959 herbouwd op kosten van de Poolse staat en is sindsdien onderdeel van het Historisch Museum van de stad Krakau. In 1970 werd een Israëlische postzegel uitgegeven met daarop een  afbeelding van het gebouw. In het naastgelegen gebouw is het Museum voor Joodse cultuur en geschiedenis (Krakau) te vinden.